# Hydrovatus satanoides
Hydrovatus satanoides är en skalbaggsart som beskrevs av Pederzani och Rocchi 1982. Hydrovatus satanoides ingår i släktet Hydrovatus och familjen dykare. Inga underarter finns listade i Catalogue of Life.